# Grand Prix Belgie 2012
Grand Prix Belgie 2012 (oficiálně 2012 Formula 1 Shell Belgian Grand Prix) se jela na okruhu Circuit de Spa-Francorchamps ve Spa v Belgii dne 2. září 2012. Závod byl dvanáctým v pořadí v sezóně 2012 šampionátu Formule 1.

## Kvalifikace
| Poř.                       | No. | Jezdec             | Konstruktér          | Časy v kvalifikaci | Časy v kvalifikaci | Časy v kvalifikaci | Pořadí na startu |
| Poř.                       | No. | Jezdec             | Konstruktér          | Q1                 | Q2                 | Q3                 | Pořadí na startu |
| -------------------------- | --- | ------------------ | -------------------- | ------------------ | ------------------ | ------------------ | ---------------- |
| 1                          | 3   | Jenson Button      | McLaren-Mercedes     | 1:49.250           | 1:47.654           | 1:47.573           | 1                |
| 2                          | 14  | Kamui Kobajaši     | Sauber-Ferrari       | 1:49.686           | 1:48.569           | 1:47.871           | 2                |
| 3                          | 18  | Pastor Maldonado   | Williams-Renault     | 1:48.993           | 1:48.780           | 1:47.893           | 6                |
| 4                          | 9   | Kimi Räikkönen     | Lotus-Renault        | 1:49.546           | 1:48.414           | 1:48.205           | 3                |
| 5                          | 15  | Sergio Pérez       | Sauber-Ferrari       | 1:49.642           | 1:47.980           | 1:48.219           | 4                |
| 6                          | 5   | Fernando Alonso    | Ferrari              | 1:49.401           | 1:48.598           | 1:48.313           | 5                |
| 7                          | 2   | Mark Webber        | Red Bull-Renault     | 1:49.859           | 1:48.546           | 1:48.392           | 12               |
| 8                          | 4   | Lewis Hamilton     | McLaren-Mercedes     | 1:49.605           | 1:48.563           | 1:48.394           | 7                |
| 9                          | 10  | Romain Grosjean    | Lotus-Renault        | 1:50.126           | 1:48.714           | 1:48.538           | 8                |
| 10                         | 11  | Paul di Resta      | Force India-Mercedes | 1:50.033           | 1:48.729           | 1:48.890           | 9                |
| 11                         | 1   | Sebastian Vettel   | Red Bull-Renault     | 1:49.722           | 1:48.792           |                    | 10               |
| 12                         | 12  | Nico Hülkenberg    | Force India-Mercedes | 1:49.362           | 1:48.855           |                    | 11               |
| 13                         | 7   | Michael Schumacher | Mercedes             | 1:49.742           | 1:49.081           |                    | 13               |
| 14                         | 6   | Felipe Massa       | Ferrari              | 1:49.588           | 1:49.147           |                    | 14               |
| 15                         | 17  | Jean-Éric Vergne   | Toro Rosso-Ferrari   | 1:49.763           | 1:49.354           |                    | 15               |
| 16                         | 16  | Daniel Ricciardo   | Toro Rosso-Ferrari   | 1:49.572           | 1:49.543           |                    | 16               |
| 17                         | 19  | Bruno Senna        | Williams-Renault     | 1:49.958           | 1:50.088           |                    | 17               |
| 18                         | 8   | Nico Rosberg       | Mercedes             | 1:50.181           |                    |                    | 23               |
| 19                         | 20  | Heikki Kovalainen  | Caterham-Renault     | 1:51.739           |                    |                    | 18               |
| 20                         | 21  | Vitalij Petrov     | Caterham-Renault     | 1:51.967           |                    |                    | 19               |
| 21                         | 24  | Timo Glock         | Marussia-Cosworth    | 1:52.336           |                    |                    | 20               |
| 22                         | 22  | Pedro de la Rosa   | HRT-Cosworth         | 1:53.030           |                    |                    | 21               |
| 23                         | 25  | Charles Pic        | Marussia-Cosworth    | 1:53.493           |                    |                    | 22               |
| 24                         | 23  | Narain Karthikeyan | HRT-Cosworth         | 1:54.989           |                    |                    | 24               |
| 107% času vítěze: 1:56.622 |     |                    |                      |                    |                    |                    |                  |
| Zdroj:                     |     |                    |                      |                    |                    |                    |                  |

Poznámky
1. ↑  Pastor Maldonado obdržel trest posunu o 3 místa vzad za blokování Nica Hülkenberga během tréninku.
2. 1 2  Mark Webber a Nico Rosberg obdrželi trest posunu o 5 míst vzad za neplánovanou výměnu převodovky.

## Závod
| Poř.   | No. | Jezdec             | Konstruktér          | Počet kol | Čas/Odstoupení      | Pořadí na startu | Body |
| ------ | --- | ------------------ | -------------------- | --------- | ------------------- | ---------------- | ---- |
| 1      | 3   | Jenson Button      | McLaren-Mercedes     | 44        | 1:29:08.530         | 1                | 25   |
| 2      | 1   | Sebastian Vettel   | Red Bull-Renault     | 44        | +13.624             | 10               | 18   |
| 3      | 9   | Kimi Räikkönen     | Lotus-Renault        | 44        | +25.334             | 3                | 15   |
| 4      | 12  | Nico Hülkenberg    | Force India-Mercedes | 44        | +27.843             | 11               | 12   |
| 5      | 6   | Felipe Massa       | Ferrari              | 44        | +29.845             | 14               | 10   |
| 6      | 2   | Mark Webber        | Red Bull-Renault     | 44        | +31.244             | 12               | 8    |
| 7      | 7   | Michael Schumacher | Mercedes             | 44        | +53.374             | 13               | 6    |
| 8      | 17  | Jean-Éric Vergne   | Toro Rosso-Ferrari   | 44        | +58.865             | 15               | 4    |
| 9      | 16  | Daniel Ricciardo   | Toro Rosso-Ferrari   | 44        | +1:02.982           | 16               | 2    |
| 10     | 11  | Paul di Resta      | Force India-Mercedes | 44        | +1:03.783           | 9                | 1    |
| 11     | 8   | Nico Rosberg       | Mercedes             | 44        | +1:05.111           | 23               |      |
| 12     | 19  | Bruno Senna        | Williams-Renault     | 44        | +1:11.529           | 17               |      |
| 13     | 14  | Kamui Kobajaši     | Sauber-Ferrari       | 44        | +1:56.119           | 2                |      |
| 14     | 21  | Vitalij Petrov     | Caterham-Renault     | 43        | +1 kolo             | 19               |      |
| 15     | 24  | Timo Glock         | Marussia-Cosworth    | 43        | +1 kolo             | 20               |      |
| 16     | 25  | Charles Pic        | Marussia-Cosworth    | 43        | +1 kolo             | 22               |      |
| 17     | 20  | Heikki Kovalainen  | Caterham-Renault     | 43        | +1 kolo             | 18               |      |
| 18     | 22  | Pedro de la Rosa   | HRT-Cosworth         | 43        | +1 kolo             | 21               |      |
| Ret    | 23  | Narain Karthikeyan | HRT-Cosworth         | 30        | Nehoda              | 24               |      |
| Ret    | 18  | Pastor Maldonado   | Williams-Renault     | 5         | Poškození po kolizi | 6                |      |
| Ret    | 15  | Sergio Pérez       | Sauber-Ferrari       | 0         | Poškození po kolizi | 4                |      |
| Ret    | 5   | Fernando Alonso    | Ferrari              | 0         | Kolize              | 5                |      |
| Ret    | 4   | Lewis Hamilton     | McLaren-Mercedes     | 0         | Kolize              | 7                |      |
| Ret    | 10  | Romain Grosjean    | Lotus-Renault        | 0         | Kolize              | 8                |      |
| Zdroj: |     |                    |                      |           |                     |                  |      |

## Průběžné pořadí po závodě
Pohár jezdců
|   | Pořadí | Jezdec           | Body |
| - | ------ | ---------------- | ---- |
|   | 1      | Fernando Alonso  | 164  |
| 1 | 2      | Sebastian Vettel | 140  |
| 1 | 3      | Mark Webber      | 132  |
| 1 | 4      | Kimi Räikkönen   | 131  |
| 1 | 5      | Lewis Hamilton   | 117  |

Pohár konstruktérů
|  | Pořadí | Konstruktér      | Body |
|  | ------ | ---------------- | ---- |
|  | 1      | Red Bull-Renault | 272  |
|  | 2      | McLaren-Mercedes | 218  |
|  | 3      | Lotus-Renault    | 207  |
|  | 4      | Ferrari          | 199  |
|  | 5      | Mercedes         | 112  |